# Koviagi
Koviagi (en ucraniano: Ков'яги) es un pueblo ucraniano perteneciente al óblast de Járkov. Situado en el noreste del país, es parte del raión de Bojodújiv y del municipio (hromada) de Valki.

## Toponimia
El nombre del pueblo en otros idiomas de importancia local es también Koviagi (en ruso: Ковяги).

## Geografía
Koviagi se encuentra 10 km al noroeste de Valki y 56 km al oeste de Járkiv

## Historia
En 1860 se menciona la estación de Koviagi del ferrocarril Járkov-Mikolaiv, cuando era una aldea en el uyezd de Valki de la gobernación de Járkov del Imperio ruso.
Durante la Segunda Guerra Mundial, Koviagi estuvo bajo ocupación alemana desde octubre de 1941 hasta agosto de 1943.
El pueblo recibió el estatus de asentamiento de tipo urbano en 1968.
Hasta el 18 de julio de 2020, Koviagi fue parte del raión de Valky. El raión se abolió en julio de 2020 como parte de la reforma administrativa de Ucrania, que redujo el número de raiones del óblast de Járkiv a siete. El área del raión de Valky se fusionó con otros en el raión de Bojodújiv.En 2023, Koviagi perdió el estatus de asentamiento de tipo urbano debido a la eliminación de este estatus administrativo.

## Demografía
La evolución de la población de Koviagi entre 1864 y 2022 fue la siguiente:
| 2933                                                          | 3665 | 4518 | 3963 | 3138 | 3079 | 3045 | 2912 |
| (Fuente: Cities & Towns of Ukraine y UKRAINE: Größere Städte) |      |      |      |      |      |      |      |

## Infraestructura

### Transporte
Koviagi está situada en la carretera regional P-22 y tiene una estación de tren en la línea ferroviaria Járkov-Poltava.